# Aghribs
Aghribs es un municipio (baladiyah) de la provincia o valiato de Tizi Ouzou en Argelia. En abril de 2008 tenía una población censada de 12 474 habitantes.
Se encuentra ubicado al norte del país, en la región de Cabilia, a poca distancia de la costa del mar Mediterráneo y al este de Argel.

## Economía
Allí se produce el queso Tamgout y la industria láctea todavía domina la economía local.